# Amanda Peet
Amanda Louisa Peet Friedman (Née:Peet, Nova Iorque, 11 de janeiro de 1972) é uma atriz, roteirista e produtora norte-americana. O sobrenome Friedman vem do casamento.
Depois de estudar com Uta Hagen, Peet começou sua carreira fazendo comerciais de televisão, e logo depois começou a aparecer em pequenos papéis na TV e no cinema. Teve um papel de destaque no filme The Whole Nine Yards (br: Meu Vizinho Mafioso) de 2000; seus papéis em filmes posteriores foram mais proeminentes, entre eles Something's Gotta Give (br: Alguém Tem Que Ceder) de 2003, e Syriana (br: Syriana - A Indústria do Petróleo) de 2005.
Peet se casou com o roteirista David Benioff, em 2006.

## Biografia

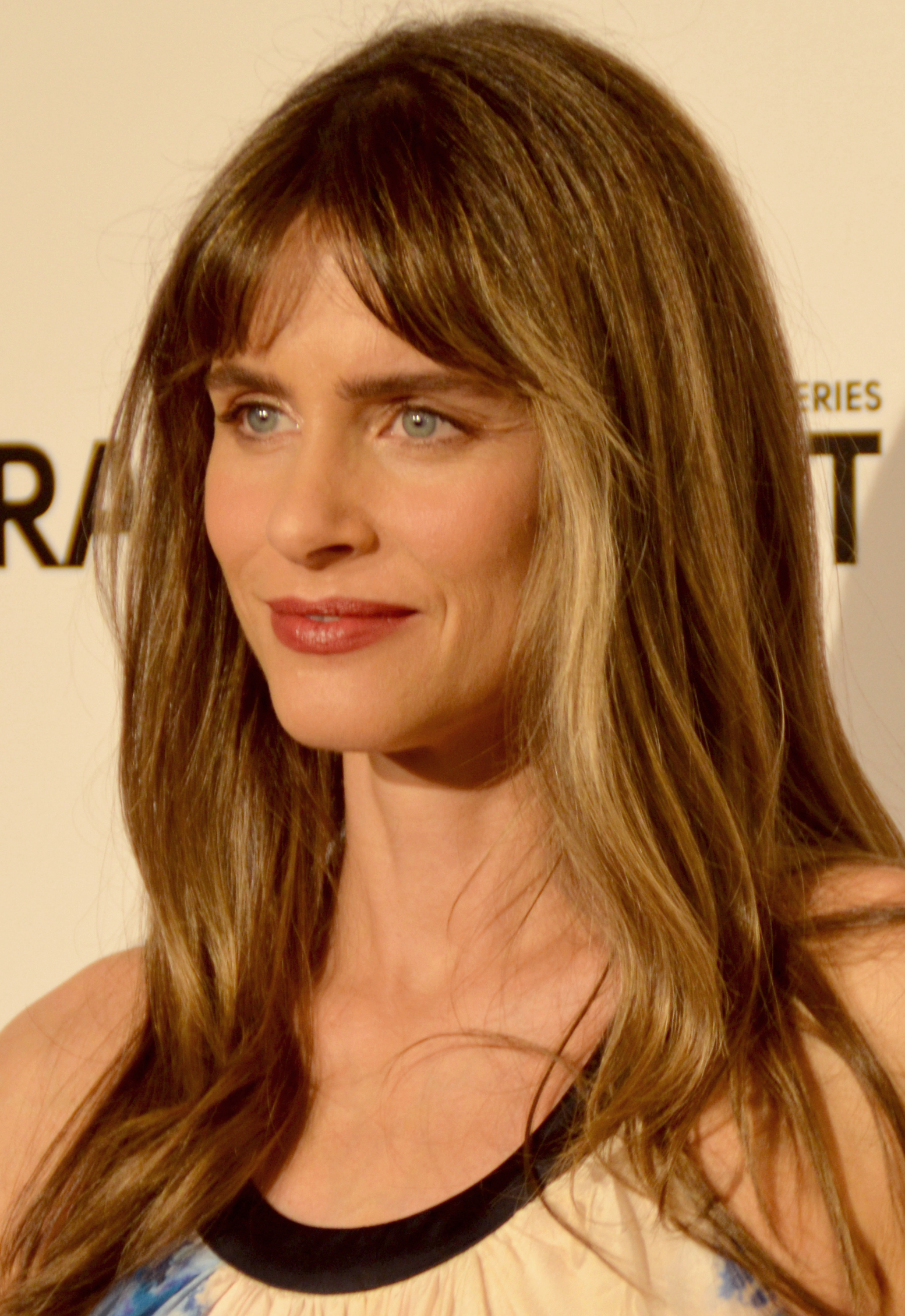
Amanda em 2014.

Seu pai, Charles, era um célebre advogado nova-iorquino, e Amanda cresceu com sua família nesta agitada cidade dos Estados Unidos, sempre tendo um bom padrão de vida. Frequentou aulas quando estava no ensino médio numa escola só para mulheres em Londres. Fez História na Faculdade de Columbia, onde um professor a convenceu a fazer um teste para uma aula de artes dramáticas. Estreou nos cinemas com o filme Animal Room, de 1995, no qual teve uma pequena participação. Sua primeira aparição em seriados foi no clássico Law & Order, em 1990, mas foi na série Jack & Jill, onde ficou por dois anos, que Amanda teve sua grande oportunidade. Seu rosto ficou associado a papéis de comédia,como "Seinfeld" em 1995, onde fez o papel da namorada do protagonista, Jerry Seinfeld, no papel de Lanette, no episódio intitulado :"O verão de George" e depois a atriz resolveu mudar para filmes mais sérios como High Crimes (br: Crimes em Primeiro Grau), de 2002.
Peet teve sua primeira filha, Frances Pen, no dia 20 de fevereiro de 2007. Sua segunda filha nasceu na segunda-feira, dia 19 de abril de 2010. A pequena Molly June Benioff.

## Carreira
| Cinema    | Cinema                                 | Cinema                                        | Cinema               |
| Ano       | Título                                 | Título em português                           | Papel                |
| --------- | -------------------------------------- | --------------------------------------------- | -------------------- |
| 1995      | Animal Room                            |                                               | Debbie               |
| 1996      | Virginity                              |                                               |                      |
| 1996      | Winterlude                             |                                               |                      |
| 1996      | She's the One                          | br: Nosso Tipo de Mulher                      | Molly Donati         |
| 1996      | One Fine Day                           | br: Um Dia Especial                           | Celia                |
| 1997      | Sax and Violins                        |                                               |                      |
| 1997      | Grind                                  | br: Grind - Correndo Contra a Vida            | Patty                |
| 1997      | Touch Me                               | br: Fique Comigo                              | Bridgette            |
| 1997      | Ellen Foster                           |                                               | Julia Hobbs          |
| 1998      | Origin of the Species                  |                                               | Julia                |
| 1998      | 1999                                   |                                               | Nicole               |
| 1998      | Southie                                |                                               | Marianne Silva       |
| 1998      | Playing by Heart                       | br: Corações Apaixonados                      | Amber                |
| 1999      | Simply Irresistible                    | br: Simplesmente Irresistível                 | Chris                |
| 1999      | Jump                                   |                                               | Lisa                 |
| 1999      | Two Ninas                              | br: Complicados e Apaixonados                 | Nina Harris          |
| 1999      | Body Shots                             | br: Paixões Ardentes                          | Jane Bannister       |
| 2000      | Zoe Loses It                           | Zoe                                           |                      |
| 2000      | Isn't She Great                        | br: Ela É Inesquecível pt: Ela É Um Sucesso   | Debbie               |
| 2000      | The Whole Nine Yards                   | br: Meu Vizinho Mafioso pt: Falsas Aparências | Jill St. Claire      |
| 2000      | Takedown                               | br: Caçada Virtual                            | Karen                |
| 2000      | Whipped                                | br: Eles Só Pensam Naquilo                    | Mia                  |
| 2001      | Date Squad                             |                                               | Belkis Felcher       |
| 2001      | Saving Silverman                       | br: Mulher Infernal                           | Judith               |
| 2002      | High Crimes                            | br: Crimes em Primeiro Grau                   | Jackie               |
| 2002      | Changing Lanes                         | br: Fora de Controle                          | Cynthia Delano Banek |
| 2002      | Igby Goes Down                         | br: A Estranha Família de Igby                | Rachel               |
| 2003      | Whatever We Do                         |                                               | Patty                |
| 2003      | Identity                               | br: Identidade                                | Paris                |
| 2003      | Something's Gotta Give                 | br: Alguém Tem Que Ceder                      | Marin                |
| 2004      | The Whole Ten Yards                    | br: Meu Vizinho Mafioso 2                     | Jill                 |
| 2004      | Melinda and Melinda                    | br: Melinda e Melinda                         | Susan                |
| 2005      | A Lot Like Love                        | br: De Repente é Amor                         | Emily Friehl         |
| 2005      | Syriana                                | br: Syriana - A Indústria do Petróleo         | Julie Woodman        |
| 2006      | Fast Track                             | br: O ex-namorado da minha mulher             | Sofia Kowalski       |
| 2006      | Griffin & Phoenix                      | br: O Amor Pode Dar Certo                     | Phoenix              |
| 2007      | The Ex                                 | br: O Ex-Namorado da Minha Mulher             |                      |
| 2007      | Battle for Terra                       | br: Batalha por T.E.R.R.A                     | Maria Montez (voz)   |
| 2007      | Martian Child                          | br: Ensinando a Viver                         | Harlee               |
| 2008      | $5 a Day                               |                                               | Maggie               |
| 2008      | The X-Files: I Want to Believe         | br: Arquivo X: Eu Quero Acreditar             | ASAC Dakota Whitney  |
| 2008      | What Doesn't Kill You                  |                                               | Stacy Reilly         |
| 2009      | Please Give                            |                                               |                      |
| 2009      | Quantum Quest: A Cassini Space Odyssey |                                               | Ranger (voz)         |
| 2009      | 2012                                   | 2012                                          | Kate                 |
| 2010      | Gulliver's Travels                     | As Viagens de Gulliver                        | Darcy                |
| 2013      | Identity Thief                         |                                               | Trish Patterson      |
| 2013      | The Way, Way Back                      | BR: O Verão da Minha Vida                     | Joan                 |
| Televisão |                                        |                                               |                      |
| Ano       | Título                                 | Papel                                         | Notas                |
| 1995      | Law & Order                            | Leslie Harlan                                 | 1 episódio           |
| 1995      | One Life to Live                       | Layle                                         |                      |
| 1996      | The Single Guy                         | Kathy                                         | 1 episódio           |
| 1996      | Central Park West                      | Robyn Gainer                                  | 6 episódios          |
| 1997      | Spin City                              | Shelly McCrory                                | 1 episódio           |
| 1997      | Seinfeld                               | Lanette                                       | 1 episódio           |
| 1999      | Partners                               | Beth Harmon                                   | 1 episódio           |
| 1999/2001 | Jack & Jill                            | Jacqueline "Jack" Barrett                     | 32 episódios         |
| 2006/2007 | Studio 60 on the Sunset Strip          | Jordan McDeere                                | 22 episódios         |
| 2009      | Important Things with Demetri Martin   | Atriz                                         | 1 episódio           |
| 2010      | How I Met Your Mother                  | Jenkins                                       | 1 episódio           |
| 2021      | The Chair                              | roteirista e produtora                        |                      |

### Prêmios e indicações
| Prêmios | Prêmios   | Prêmios                          | Prêmios                                      | Prêmios                       |
| Ano     | Resultado | Premiação                        | Categoria                                    | Título                        |
| ------- | --------- | -------------------------------- | -------------------------------------------- | ----------------------------- |
| 2000    | Venceu    | Young Hollywood Awards           | Best New Style Maker                         |                               |
| 2000    | Indicada  | Teen Choice Awards               | Filme - melhor mentiroso                     | The Whole Nine Yards          |
| 2001    | Indicada  | Blockbuster Entertainment Awards | Atriz coadjuvante favorita - comédia/romance | The Whole Nine Yards          |
| 2005    | Indicada  | Teen Choice Awards               | Atriz de cinema: comédia                     | A Lot Like Love               |
| 2006    | Indicada  | Satellite Awards                 | Melhor atriz em série, drama                 | Studio 60 on the Sunset Strip |